# 세이케 마사카즈
세이케 마사카즈(일본어: 清家 政和, 1959년 10월 7일 ~ )는 일본의 전 프로 야구 선수이자 야구 지도자이며, 전 KBO 리그 SK 와이번스의 2군 감독이다.

## 인물
호수비의 유격수였지만 한신 타이거스 시절에는 눈에 띈 활약은 없었고 1982년 시즌 종료 후 야마카와 다케시와의 맞트레이드로 세이부 라이온스에 이적했다. 세이부에서는 이시게 히로미치가 3루수로 전향한 후 1987년에 72경기, 1988년에 94경기에 출전하여 준주전급의 기능을 소화했다.
힘이 약한 타자로 정규 시즌에서의 홈런은 1988년에 1개를 때려내는 데에 불과했지만, 이보다 앞선 1987년 일본 시리즈 6차전에서 미즈노 가쓰히토로부터 홈런을 때려냈다.
1989년에는 다나베 노리오의 성장으로 출전 기회는 급격하게 줄어들었고 더욱이 1990년에는 스즈키 야스토모의 복귀와 무라오카 고이치의 획득도 있어 다나베의 부진에도 관계없이 1군에 단 한 차례도 출전하는 일 없이 시즌을 마감했다. 그 해 오프에 야쿠르트 스왈로스에 이적했지만 야쿠르트에서도 출전 기회는 거의 없었고 1992년 시즌 끝으로 현역에서 은퇴했다.
그 후에는 지도자로서 활약하는 등 2008년 세이부의 리그 우승과 일본 시리즈 우승에 기여했고 가타오카 야스유키의 2년 연속 도루왕이나 지금까지 수비에 어려움을 겪고 있던 나카지마 히로유키가 골든 글러브상을 수상하는 등 공적을 올렸다. 1993년부터 1997년까지 세이부 라이온스 코치, 2001년부터 2002년까지 KBO 리그 LG 트윈스 코치, 2005년부터 2007년까지 도호쿠 라쿠텐 골든이글스 2군 내야 수비 주루 코치, 2008년부터 2010년까지 사이타마 세이부 라이온스 1군 내야 수비 주루 코치를 맡았다. 2010년말부터 2011년 6월까지 한국프로야구 SK 와이번스의 인스트럭터를 맡았다.
이후 스포츠 용품 회사에 근무하면서 2012년부터 2013년까지는 한때 팀 동료였던 오쿠보 히로모토가 개설한 야구 교실 ‘데이브 베이스볼 아카데미’의 강사를 맡고 있었다. 2014년 1월 12일에 한국프로야구 SK 와이번스의 1군 수비 코치로 부임했다. 2015년에 SK 와이번스의 2군 감독을 맡았다. 그러나 시즌 종료 후 팀과 재계약을 하지 않으면서 팀을 떠났다.

## 에피소드
젊은 시절에는 반도 다마사부로를 닮았다는 이유로 ‘라이온스의 다마사부로’(ライオンズの玉三郎)라는 별명이 있었다.

## 상세 정보

### 출신 학교
- 야나가와 상업고등학교(현재의 야나가와 고등학교)

### 선수 경력
- 한신 타이거스(1978년 ~ 1982년)
- 세이부 라이온스(1983년 ~ 1990년)
- 야쿠르트 스왈로스(1991년 ~ 1992년)

### 지도자 경력
- 세이부 라이온스 코치(1993년 ~ 1997년)
- LG 트윈스 수비코치(2001년 ~ 2002년)
- 도호쿠 라쿠텐 골든이글스 2군 내야 수비 주루 코치(2005년 ~ 2007년)
- 사이타마 세이부 라이온스 1군 내야 수비 주루 코치(2008년 ~ 2010년)
- SK 와이번스 인스트럭터(2010년말 ~ 2011년 6월)
- SK 와이번스 1군 수비 코치(2014년)
- SK 와이번스 2군 감독(2015년)

### 개인 기록
- 첫 출장 : 1981년 10월 2일, 대 주니치 드래곤스 23차전(나고야 구장), 9회초에 후지타 다이라의 대주자로서 출장
- 첫 선발 출장 : 1981년 10월 10일, 대 히로시마 도요 카프 26차전(한신 고시엔 구장), 8번·유격수로서 선발 출장
- 첫 안타 : 상동, 이케가야 고지로로부터 단타
- 첫 홈런 : 1988년 9월 10일, 대 한큐 브레이브스 23차전(한큐 니시노미야 구장), 3회초에 후루미조 가쓰유키로부터 솔로 홈런

### 등번호
- 55(1978년 ~ 1982년)
- 54(1983년 ~ 1986년)
- 9(1987년 ~ 1990년)
- 7(1991년 ~ 1992년)
- 79(1993년 ~ 1997년)
- 81(2005년 ~ 2007년)
- 85(2008년 ~ 2010년, 2014년 ~ )

### 연도별 타격 성적
| 연 도       | 소 속       | 경 기 | 타 석 | 타 수 | 득 점 | 안 타 | 2 루 타 | 3 루 타 | 홈 런 | 루 타 | 타 점 | 도 루 | 도 루 자 | 희 생 번 | 희 생 플 | 볼 넷 | 고 4 | 사 구 | 삼 진 | 병 살 타 | 타 율 | 출 루 율 | 장 타 율 | O P S |
| ----------- | ----------- | ----- | ----- | ----- | ----- | ----- | ------- | ------- | ----- | ----- | ----- | ----- | -------- | -------- | -------- | ----- | ---- | ----- | ----- | -------- | ----- | -------- | -------- | ----- |
| 1981년      | 한신        | 8     | 13    | 11    | 4     | 6     | 1       | 0       | 0     | 7     | 1     | 0     | 0        | 0        | 0        | 2     | 0    | 0     | 0     | 0        | .545  | .615     | .636     | 1.252 |
| 1982년      | 한신        | 3     | 2     | 2     | 0     | 0     | 0       | 0       | 0     | 0     | 0     | 0     | 0        | 0        | 0        | 0     | 0    | 0     | 0     | 0        | .000  | .000     | .000     | .000  |
| 1983년      | 세이부      | 3     | 4     | 3     | 1     | 0     | 0       | 0       | 0     | 0     | 0     | 0     | 0        | 1        | 0        | 0     | 0    | 0     | 2     | 0        | .000  | .000     | .000     | .000  |
| 1984년      | 세이부      | 6     | 2     | 2     | 1     | 0     | 0       | 0       | 0     | 0     | 1     | 0     | 0        | 0        | 0        | 0     | 0    | 0     | 1     | 0        | .000  | .000     | .000     | .000  |
| 1985년      | 세이부      | 12    | 14    | 12    | 1     | 1     | 0       | 0       | 0     | 1     | 0     | 0     | 0        | 1        | 0        | 1     | 0    | 0     | 3     | 0        | .083  | .154     | .083     | .237  |
| 1986년      | 세이부      | 11    | 21    | 20    | 2     | 8     | 0       | 0       | 0     | 8     | 2     | 1     | 0        | 0        | 0        | 0     | 0    | 1     | 2     | 0        | .400  | .429     | .400     | .829  |
| 1987년      | 세이부      | 72    | 174   | 152   | 18    | 34    | 6       | 0       | 0     | 40    | 8     | 1     | 1        | 14       | 1        | 7     | 0    | 0     | 29    | 2        | .224  | .256     | .263     | .519  |
| 1988년      | 세이부      | 94    | 205   | 181   | 13    | 35    | 12      | 1       | 1     | 52    | 19    | 0     | 2        | 8        | 1        | 13    | 1    | 2     | 25    | 6        | .193  | .254     | .287     | .541  |
| 1989년      | 세이부      | 6     | 3     | 3     | 0     | 0     | 0       | 0       | 0     | 0     | 0     | 0     | 0        | 0        | 0        | 0     | 0    | 0     | 2     | 0        | .000  | .000     | .000     | .000  |
| 1992년      | 야쿠르트    | 13    | 21    | 20    | 1     | 6     | 0       | 0       | 0     | 6     | 5     | 0     | 0        | 0        | 0        | 1     | 0    | 0     | 8     | 0        | .300  | .333     | .300     | .633  |
| 통산 : 10년 | 통산 : 10년 | 228   | 459   | 406   | 41    | 90    | 19      | 1       | 1     | 114   | 36    | 2     | 3        | 24       | 2        | 24    | 1    | 3     | 72    | 8        | .222  | .269     | .281     | .550  |